# R136
R136, també conegut com a RMC 136, és un supercúmul estel·lar, prop del centre del complex 30 Doradus (també conegut com la nebulosa de la Taràntula), al Gran Núvol de Magalhães. Es tracta d'un cúmul d'estels joves gegants i supergegants d'edats entorn d'1 o 2 milions d'anys. La majoria dels seus estels són de tipus espectral O3, amb 39 estels d'aquest tipus confirmats. A més, n'hi ha diversos estels del tipus Wolf-Rayet.
El cúmul R136 conté diversos components. La naturalesa del component central, R136a, no va estar clara inicialment, fins que, per mitjà de la interferometria, es va descobrir que consisteix en un dens cúmul d'estels, que conté, entre altres objectes celestes, dotze estels de gran massa i diversos estels lluminosos al seu nucli. Inicialment s'havia calculat la massa dels estels en el rang de 37 a 76 masses solars. R136 produeix la major part de l'energia que fa que la nebulosa de la Taràntula siga visible. Un dels estels més massius d'aquest cúmul és la R136a1, la massa del qual es calcula en 265 vegades la del nostre sol, encara que models teòrics permeten calcular que al moment del seu naixement va poder haver tingut una massa superior a la de 300 sols. Això el converteix en l'estel més massiu descobert fins al juliol de 2010, al mateix temps que la més lluminosa, en ser 8.7 milions de vegades més brillant que el Sol. La massa total de l'agrupació és de 450.000 masses solars, cosa que suggereix que probablement es convertisca en un cúmul globular en el futur.